# Memorial Van Damme 1999
O Memorial Van Damme 1999 é um meeting de atletismo que teve lugar em 22 de agosto de 1997 no estádio Roi Baudouin em Bruxelas.
Esta reunião faz parte dos meetings da Golden League. Tratou-se da 23ª edição do Meeting de Bruxelas.
Nesta edição foi batido o recorde europeu dos 10000 metros, por intermédio do belga de origem marroquina Mohammed Mourhit que, ao fazer 26:52.30 m, quebrou, por larga margem, o anterior recorde que pertencia ao português António Pinto que havia feito, um mês antes, a marca de 27.12.47 m. O tempo feito por Mourhit no Memorial Van Damme 1999 permanece, ainda hoje (2011), como a melhor marca europeia de sempre.
| Memorial Van Damme 1998 | Memorial Van Damme 1999 | Memorial Van Damme 2000 |

## Resultados

### Abreviaturas
As seguintes abreviaturas são utilizadas nos quadros que se seguem:
- AR = Area Record - recorde de Área geográfica
- MR = Meeting Record - recorde do meeting
- NR = National Record - recorde nacional
- PB = Personal Best - recorde pessoal
- SB = Seasonal Best - melhor prestação pessoal da temporada
- WL = World Leading - líder mundial actual (época de 1999)

### Homens

#### 100 metros
| Rank | Atleta                  | País           | Marca |
| ---- | ----------------------- | -------------- | ----- |
| 1    | Bruny Surin             | Canadá         | 10"04 |
| 2    | Jon Drummond            | Estados Unidos | 10"08 |
| 3    | Kareem Streete-Thompson | Ilhas Caimã    | 10"20 |
| 4    | Matt Shirvington        | Austrália      | 10"29 |
| 5    | Patrick Stevens         | Bélgica        | 10"30 |
| 6    | Dwain Chambers          | Reino Unido    | 10"31 |

v.f.: +0,1 m/s

#### 200 metros
| Rank | Atleta             | País           | Marca |
| ---- | ------------------ | -------------- | ----- |
| 1    | Michael Johnson    | Estados Unidos | 19"93 |
| 2    | Claudinei da Silva | Brasil         | 20"10 |
| 3    | Bruny Surin        | Canadá         | 20"21 |
| 4    | Patrick Stevens    | Bélgica        | 20"31 |
| 5    | Jon Drummond       | Estados Unidos | 20"36 |
| 6    | Daniel Effiong     | Nigéria        | 20"48 |

v.f.: +0,4 m/s

#### 800 metros
| Rank | Atleta             | País          | Marca      |
| ---- | ------------------ | ------------- | ---------- |
| 1    | Wilson Kipketer    | Dinamarca     | 1'42"27 WL |
| 2    | Hezekiél Sepeng    | África do Sul | 1'42"69 NR |
| 3    | Japheth Kimutai    | Quênia        | 1'42"69 PB |
| 4    | André Bucher       | Suíça         | 1'42"92 NR |
| 5    | Djabir Saïd-Guerni | Argélia       | 1'43"09 NR |
| 6    | William Chirchir   | Quênia        | 1'43"33 PB |

#### 1500 metros
| Rank | Atleta        | País           | Marca      |
| ---- | ------------- | -------------- | ---------- |
| 1    | Noah Ngeny    | Quênia         | 3'29"19    |
| 2    | Benson Koech  | Quênia         | 3'32"09 PB |
| 3    | Laban Rotich  | Quênia         | 3'32"68    |
| 4    | William Tanui | Quênia         | 3'32"75    |
| 5    | Andrés Diaz   | Espanha        | 3'33"30    |
| 6    | Steve Holman  | Estados Unidos | 3'34"60    |

#### 3000 metros
| Rank | Atleta             | País           | Marca      |
| ---- | ------------------ | -------------- | ---------- |
| 1    | Hicham El Guerrouj | Marrocos       | 7'23"09 WL |
| 2    | Benjamin Limo      | Quênia         | 7'33"86    |
| 3    | Ismaïl Sghyr       | Marrocos       | 7'34"14    |
| 4    | Richard Limo       | Quênia         | 7'34"32    |
| 5    | Sammy Kipketer     | Quênia         | 7'34"58 PB |
| 6    | Luke Kiskosgei     | Quênia         | 7'35"30    |
| 7    | Bob Kennedy        | Estados Unidos | 7'35"50    |
| 8    | Daniel Komen       | Quênia         | 7'36"55    |

#### 10000 metros
| Rank | Atleta           | País          | Marca       |
| ---- | ---------------- | ------------- | ----------- |
| 1    | Charles Kamathi  | Quênia        | 26'51"49 WL |
| 2    | Mohammed Mourhit | Bélgica       | 26'52"30 AR |
| 3    | Paul Koech       | Quênia        | 27'10"38    |
| 4    | Hendrick Ramaala | África do Sul | 27'43"68    |
| 5    | Salim Kipsang    | Quênia        | 27'57"16 SB |
| 6    | Aloÿs Nizigama   | Burundi       | 28'04"10 SB |

#### 3000 metros com obstáculos
| Rank | Atleta               | País     | Marca      |
| ---- | -------------------- | -------- | ---------- |
| 1    | Bernard Barmasai     | Quênia   | 8'03"08    |
| 2    | Christopher Koskei   | Quênia   | 8'07"08    |
| 3    | Wilson Boit Kipketer | Quênia   | 8'07"10    |
| 4    | Kipkirui Misoi       | Quênia   | 8'08"62 PB |
| 5    | Moses Kiptanui       | Quênia   | 8'09"23    |
| 6    | Julius Chelule       | Quênia   | 8'10"41 PB |
| 7    | Ali Ezzine           | Marrocos | 8'12"40    |
| 8    | Luis Miguel Martín   | Espanha  | 8'13"28    |
| 9    | Eliud Barngetuny     | Quênia   | 8'14"71    |

#### 110 metros barreiras
| Rank | Atleta             | País           | Marca |
| ---- | ------------------ | -------------- | ----- |
| 1    | Mark Crear         | Estados Unidos | 13"15 |
| 2    | Larry Wade         | Estados Unidos | 13"18 |
| 3    | Robin Korving      | Países Baixos  | 13"32 |
| 4    | Anier García       | Cuba           | 13"35 |
| 5    | Peter Coghlan      | Estados Unidos | 13"36 |
| 6    | Stanislavs Olijars | Letônia        | 13"43 |

v.f.: +0,3 m/s

#### Salto com vara
| Rank | Atleta         | País           | Marca  |
| ---- | -------------- | -------------- | ------ |
| 1    | Jeff Hartwig   | Estados Unidos | 5,95 m |
| 2    | Danny Ecker    | Alemanha       | 5,90 m |
| 3    | Maksim Tarasov | Rússia         | 5,90 m |
| 4    | Nick Hysong    | Estados Unidos | 5,75 m |
| 5    | Alex Averbukh  | Israel         | 5,70 m |
| 6    | Tim Lobinger   | Alemanha       | 5,70 m |

#### Salto em comprimento
| Rank | Atleta                  | País        | Marca  |
| ---- | ----------------------- | ----------- | ------ |
| 1    | Iván Pedroso            | Cuba        | 8,40 m |
| 2    | James Beckford          | Jamaica     | 8,28 m |
| 3    | Younès Moudrik          | Marrocos    | 8,11 m |
| 4    | Gregor Cankar           | Eslovênia   | 8,07 m |
| 5    | Kareem Streete-Thompson | Ilhas Caimã | 7,98 m |
| 6    | Jai Taurima             | Austrália   | 7,86 m |

#### Lançamento do disco
| Rank | Atleta                | País         | Marca   |
| ---- | --------------------- | ------------ | ------- |
| 1    | Lars Riedel           | Alemanha     | 66,44 m |
| 2    | Jürgen Schult         | Alemanha     | 64,53 m |
| 3    | Virgilijus Alekna     | Lituânia     | 64,38 m |
| 4    | Vladimir Dubrovshchik | Bielorrússia | 64,17 m |
| 5    | Vaclovas Kidykas      | Lituânia     | 62,93 m |
| 6    | Michael Möllenbeck    | Alemanha     | 62,09 m |

#### Lançamento do dardo
| Rank | Atleta                 | País      | Marca   |
| ---- | ---------------------- | --------- | ------- |
| 1    | Konstadinós Gatsioúdis | Grécia    | 87,26 m |
| 2    | Raymond Hecht          | Alemanha  | 86,10 m |
| 3    | Boris Henry            | Alemanha  | 83,28 m |
| 4    | Jan Železný            | Chéquia   | 81,88 m |
| 5    | Emeterio González      | Cuba      | 81,44 m |
| 6    | Aki Parviainen         | Finlândia | 80,88 m |

### Mulheres

#### 200 metros
| Rank | Atleta           | País           | Marca |
| ---- | ---------------- | -------------- | ----- |
| 1    | Inger Miller     | Estados Unidos | 22"24 |
| 2    | Beverly McDonald | Jamaica        | 22"46 |
| 3    | Debbie Ferguson  | Bahamas        | 22"48 |
| 4    | Savatheda Fynes  | Bahamas        | 22"54 |
| 5    | Marlene Frazer   | Jamaica        | 22"65 |
| 6    | Fatima Yusuf     | Nigéria        | 22"74 |

v.f.: +0,2 m/s

#### 800 metros
| Rank | Atleta                 | País           | Marca   |
| ---- | ---------------------- | -------------- | ------- |
| 1    | Svetlana Masterkova    | Rússia         | 1'57"58 |
| 2    | Maria de Lurdes Mutola | Moçambique     | 1'57"67 |
| 3    | Ludmila Formanová      | Chéquia        | 1'57"91 |
| 4    | Stephanie Graf         | Áustria        | 1'58"19 |
| 5    | Jearl Miles-Clark      | Estados Unidos | 1'58"30 |
| 6    | Natalya Tsyganova      | Rússia         | 1'58"34 |

#### 3000 metros
| Rank | Atleta                       | País     | Marca      |
| ---- | ---------------------------- | -------- | ---------- |
| 1    | Gabriela Szabo               | Roménia  | 8'25"82    |
| 2    | Zahra Ouaziz                 | Marrocos | 8'27"01    |
| 3    | Carla Sacramento             | Portugal | 8'32"45    |
| 4    | Kristina da Fonseca-Wollheim | Alemanha | 8'37"30 PB |
| 5    | Ebru Kavaklioglu             | Turquia  | 8'38"98 SB |
| 6    | Yacem Belkacem               | França   | 8'40"55    |

#### 400 metros com barreiras
| Rank | Atleta             | País           | Marca |
| ---- | ------------------ | -------------- | ----- |
| 1    | Nezha Bidouane     | Marrocos       | 53"78 |
| 2    | Deon Hemmings      | Jamaica        | 53"91 |
| 3    | Sandra Glover      | Estados Unidos | 53"99 |
| 4    | Tatyana Tereshchuk | Ucrânia        | 54"29 |
| 5    | Michelle Johnson   | Estados Unidos | 54"46 |
| 6    | Andrea Blackett    | Barbados       | 54"56 |
| 7    | Daimí Pernía       | Cuba           | 55"51 |

#### Salto em altura
| Rank | Atleta                 | País          | Marca  |
| ---- | ---------------------- | ------------- | ------ |
| 1    | Kajsa Bergqvist        | Roménia       | 1,97 m |
| 2    | Hestrie Storbek-Cloete | África do Sul | 1,97 m |
| 3    | Inga Babakova          | Ucrânia       | 1,95 m |
| 4    | Hanne Haugland         | Noruega       | 1,93 m |
| 5    | Yelena Yelesina        | Rússia        | 1,93 m |
| 6    | Zuzana Hlavonová       | Chéquia       | 1,93 m |

#### Triplo salto
| Rank | Atleta             | País        | Marca      |
| ---- | ------------------ | ----------- | ---------- |
| 1    | Paraskeví Tsiamíta | Grécia      | 14,83 m    |
| 2    | Yelena Govorova    | Ucrânia     | 14,66 m SB |
| 3    | Yamilé Aldama      | Cuba        | 14,54 m    |
| 4    | Tatyana Lebedeva   | Rússia      | 14,54 m    |
| 5    | Ashia Hansen       | Reino Unido | 14,38 m    |
| 6    | Yelena Lebedenko   | Rússia      | 14,24 m    |